# Beach volley ai XVII Giochi dei piccoli stati d'Europa
Le competizioni di beach volley ai XVII Giochi dei piccoli stati d'Europa si sono svolte dal 30 maggio al 2 giugno 2017.

## Podi
| Evento           | Oro        | Argento       | Bronzo |
| Torneo maschile  | Andorra    | Liechtenstein | Monaco |
| Torneo femminile | San Marino | Cipro         | Monaco |

## Medagliere
| Pos.   | Paese         | Oro | Argento | Bronzo | Totale |
| ------ | ------------- | --- | ------- | ------ | ------ |
| 1      | Andorra       | 1   | 0       | 0      | 1      |
| 1      | San Marino    | 1   | 0       | 0      | 1      |
| 3      | Cipro         | 0   | 1       | 0      | 1      |
| 3      | Liechtenstein | 0   | 1       | 0      | 1      |
| 4      | Monaco        | 0   | 0       | 2      | 2      |
| Totale | Totale        | 2   | 2       | 2      | 6      |